# ჴ
Har (ჴარ), este o literă arhaică a alfabetului georgian și nu se mai folosește
la scrierea limbii georgiene.

## Reprezentare în Unicode
- Asomtavruli Ⴤ : U+10C4
- Mkhedruli și Nuskhuri ჴ : U+10F4